# Моррис, Редмонд, 4-й барон Килланин
Джордж Редмонд Фицпатрик Моррис, 4-й барон Килланин (англ. George Redmond Fitzpatrick Morris, 4th Baron Killanin; родился 26 января 1947 года) — британский пэр и ирландский кинопродюсер.

## Биография
Родился 26 января 1947 года в Дублине (Ирландия), в знатной ирландской семье. Моррисы были одной из четырнадцати семей, составляющих «Племена Голуэя». Старший сын Майкла Морриса, 3-го барона Килланина (1914—1999), бывшего президента Международного олимпийского комитета, и Мэри Шейлы Кэткарт Данлоп. Его мать была дочерью каноника Дугласа Данлопа, ректора Оутерарда, и внучкой Генри Данлопа, который участвовал в строительстве Лансдаун-роуд в 1872 году.
Редмонд Моррис получил образование в колледже Гонзага в Ранелаге, Дублин, и в колледже Амплфорт, а затем в Дублинском университете. В 1970-х годах он работал помощником режиссера, прежде чем стать менеджером по производству в таких фильмах, как «Контракт рисовальщика» и «Парк Горького», прежде чем перейти к общему производству и исполнительному производству.
Лорд Килланин обычно подписывается как Редмонд Моррис в кинопроизводстве. Он обычно известен семье и близким друзьям как Красный Килланин или Красный Моррис.
У него есть два брата; тренер скаковых лошадей Маус Моррис (род. 1951) и Джон Моррис (род. 1951), а также сестра Моника Дебора (род. 1950).

## Фильмография
- Марлоу (TBA)
- Чтец (2008)
- Скандальный дневник (2006)
- Ветер, который качает вереск (2006)
- Актеры (2003)
- История с ожерельем (2001)
- Мальчик-мясник (1997)[англ.]
- Майкл Коллинз (1996)
- Перепутанные наследники (1993)
- Чудо (1991)

## Браки и дети
Барон Килланин был дважды женат. С 23 сентября 1972 года его первой женой была Полина Хортон, дочь Джеффри Хортона. Супруги развелись в 1999 году. У супругов было двое детей:
- Достопочтенная Оливия Роуз Элизабет Моррис (род. 24 мая 1974)
- Достопочтенный Люк Майкл Джеффри Моррис (род. 22 июля 1975), наследник отцовского титула.

В 2000 году он женился вторым браком на Шейле Элизабет Линч, дочери Патрика Линча. Второй брак был бездетным.